# جيمي كوكس (لاعب كريكت)
جيمي كوكس (بالإنجليزية: Jamie Cox)‏ (نحو عام 1969  م) هو لاعب كريكت، ولاعب كرة قدم الأسترالية .

## روابط خارجية
- جيمي كوكس على موقع إي آس بي آن كريك إنفو (الإنجليزية)